# Trochaloschema iris
Trochaloschema iris är en skalbaggsart som beskrevs av Semenov 1893. Trochaloschema iris ingår i släktet Trochaloschema och familjen Melolonthidae. Inga underarter finns listade i Catalogue of Life.